# Passalus reyeri
Passalus reyeri is een keversoort uit de familie Passalidae. De wetenschappelijke naam van de soort is voor het eerst geldig gepubliceerd in 1989 door Fonseca.